# Aéromancie

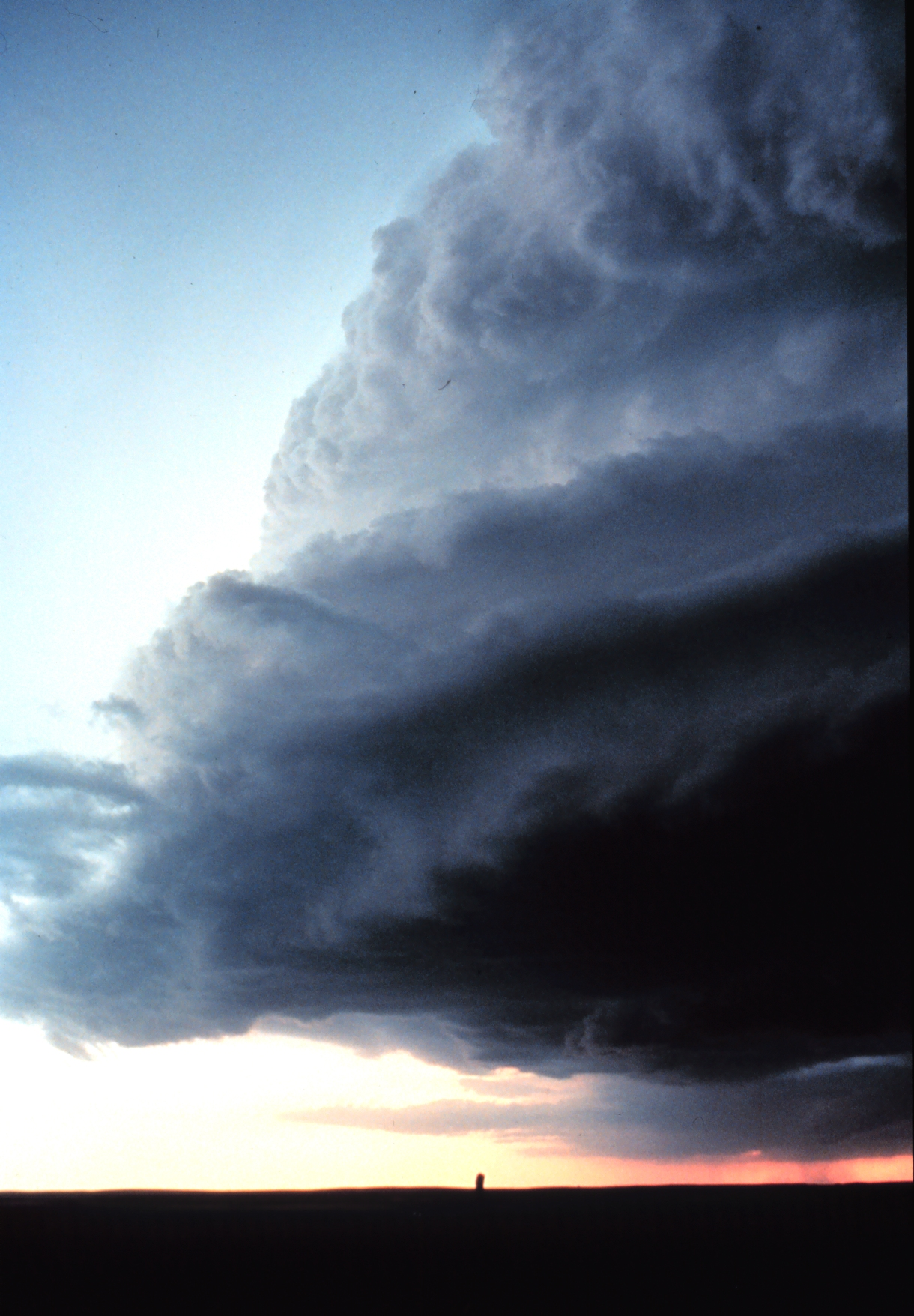

L’aéromancie (du grec aero, air, et mantéia, divination) est l'art divinatoire de prédire l'avenir par les phénomènes atmosphériques. 

## Branches
- La brontoscopie ou brontomancie est la divination par l'interprétation du tonnerre, de la foudre ou des orages.
- La cométomancie est la divination par l'apparence des queues de comètes.
- L'anémomancie est la divination par le vent.
- La brechomancie est la divination par la pluie.
- La niphétomancie est la divination par la neige.
- La néphomancie ou néphélomancie est la divination par l'observation des nuages.